# МАЗ-101
МАЗ-101 — міський автобус першого покоління, що випускався Мінським автомобільним заводом з 1993 по 1998 рік.

## Історія

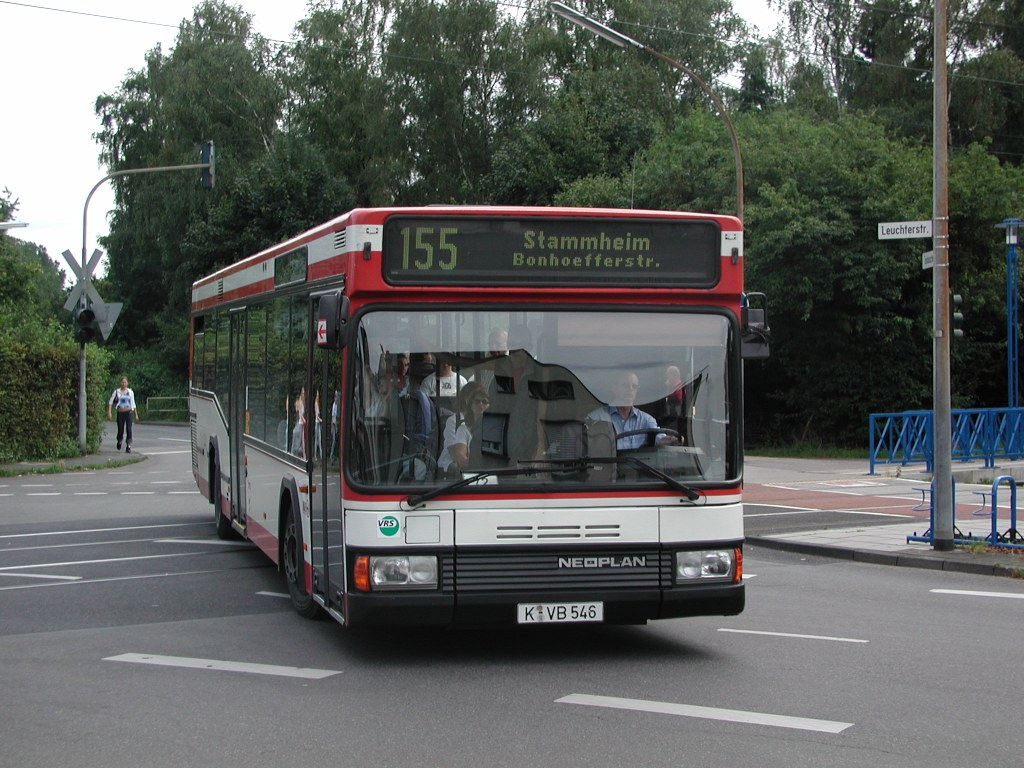
Автобус моделі Neoplan-N4014 у Німеччині

У 1992 році Мінський автомобільний завод підписав ліцензійну угоду з німецькою фірмою Neoplan на виробництво моделі Neoplan N4014. Були виготовлені перші чотири автобуси з німецьких комплектуючих, які отримали назву «МАЗ-101». Автобуси нової моделі могли перевозити сотню пасажирів, сидячих місць було 24. Але перші випробування в робочих умовах показали, що підвіска не адаптована під білоруські дороги, а німецька конструкція погано сприймає навантаження. Також стало відомо про недостатню працездатність електромеханічних дверей даної моделі.
В результаті почалася переробка автобуса зі збереженням зовнішніх рис попереднього автобуса. У 1993 році з'явилася оновлена модель автобуса МАЗ-101, в якій імпортні частини були замінені на вітчизняні: вузли, агрегати, двигун, кермо та підвіска. Спочатку автобус оснащувався рядним шестициліндровим дизелем MAN потужністю 230 л. с., а після доопрацювання конструкції стала можлива установка двигунів ЯМЗ чи ММЗ. Зросла міцність конструкції, збільшився дорожній просвіт. Оновлений МАЗ-101 відрізнявся також компонуванням, мав змінені звиси, планування салону, панель приладів і т. д. З'явилася також можливість комплектувати автобуси іншими дизельними двигунами — французькими Renault, російськими ЯМЗ та білоруськими ММЗ. Всього з 1993 по 1998 роки було збудовано 41 автобус МАЗ-101. Основна їхня маса експлуатувалася в Мінську до кінця 2000-х років.
В 1998 році два автобуси МАЗ-101 були перероблені в навчальні. У кабіні додали ще одне крісло та комплект педалей.
Наступником МАЗ-101 стала модель МАЗ-103 — автобус, створений повністю з вітчизняних комплектуючих з адаптацією конструкції кузова та шасі до місцевих умов.